# Ritueel (film)
Ritueel is een Vlaamse film van Hans Herbots uit 2022 die een vervolg is op de film De behandeling uit 2014. De film is gebaseerd op de bestseller Ritual (Ritueel) van Mo Hayder.
Het boek van Mo Hayder werd bewerkt door Carl Joos. De hoofdrollen worden vertolkt door Marie Vinck en Geert Van Rampelberg. Geert Van Rampelberg herneemt zijn rol van rechercheur Nick Cafmeyer in De behandeling. Het is sinds Het tweede gelaat uit 2017 dat het publiek een Vlaamse thriller kon bekijken in de bioscoop.

## Verhaal
Kiki is een duikster gespecialiseerd in forensisch duiken en het bergen van lijken. Ze heeft hard moeten knokken voor het respect van het kleine team macho’s dat ze leidt. Wanneer Kiki een afgehakte hand opvist uit een Brussels kanaal, komt ze in aanraking met hoofdinspecteur Nick Cafmeyer. De hand blijkt levend afgezaagd. Nick zoekt het in een afrekening in het drugsmilieu, maar Kiki heeft, vanuit haar achtergrond, een heel andere kijk op de zaak. Ze wordt meegezogen in een kolkende reeks gebeurtenissen waar ze niet ongeschonden kan uitkomen.

## Rolverdeling
| Acteur               | Personage                    |
| -------------------- | ---------------------------- |
| Marie Vinck          | Christine 'Kiki' Schelfthaut |
| Geert Van Rampelberg | Nick Cafmeyer                |
| Eriq Ebouaney        | Cézaire Nduka                |
| Lukas Bulteel        | Tom Schelfthaut              |
| Willem Herbots       | Jonas Deloittre              |
| Frank Onana          | Dopie                        |
| Babetida Sadjo       | Ombayi Mualuke               |
| Stany Paquay         | Wamu Kudjabo                 |
| Line Pillet          | Inge Borsu                   |
| Herman Gillis        | Albert D'Aldekerke           |
| Hilde Wils           | Angèle D'Aldekerke           |
| Robby Cleiren        | Frank Deloittre              |
| Kristien De Proost   | Inez Deloittre               |
| Bernard Eylenbosch   | Alphonse Lelièvre            |
| Igor Van Dessel      | Manu Lelièvre                |
| Lucas Vandervost     | Brecht Schelfthaut           |
| Christel Domen       | Elisabeth Schelfthaut        |
| Caroline Stas        | Hoofdcommissaris             |
| Simon Van Buyten     | Stan Dendas                  |
| Youri Dirkx          | Joris Corthuys               |
| Blanka Ryslinkova    | Poetsvrouw D'Aldekerke       |
| Thomas Janssens      | Agent Kenny                  |
| Thomas Ryckewaert    | Tibo                         |
| Danny Van Meenen     | Brozens                      |

## Productieverloop

### Opnames
De opnames van Ritueel waren gepland om in 2020 van start te gaan, maar werden uitgesteld naar het voorjaar van 2021 vanwege de coronapandemie. Dankzij het COVID 19-protocol en de extra steunmaatregelen van het VAF en de minister van Cultuur gingen de opnames van start op 1 maart 2021 in Tervuren. Er werd onder meer nog gefilmd in Brussel, Drogenbos, Schilde, Sprimont en Waasmunster. Onder meer Marie Vinck volgde duiklessen voor haar rol in de film. De laatste opnames werden ingeblikt op 8 juni 2021. 

### Promotie en première
Op 23 december 2021 verscheen de trailer. De avant-première vond plaats op 2 september 2022 in Kinepolis in Antwerpen. De film ging in première op 7 september 2022.